# Клокотич
Клокотич (рум. Clocotici) је насеље у општини Лупак, округ Караш-Северен у Румунији. Име је место добило по истоименом потоку који протиче кроз његову средину и ван села северно прави мали водопад. Према попису из 2021. године у насељу је било 769 становника. Налази се на надморској висини од 249 м.

## Историја
Клокотич се први пут помиње у средњовековним документима 1690. и 1700. године као Klokotics, затим 1723. и 1725. године као Glododis, 1785. године као Klokodia, 1828. године као Klokodits, 1851. године као Klokodics, 1913. године као Krassocsorgoa данас је званични румунски назив Clocotici.
По аустријском царском ревизору Ерлеру 1776. године Клокотич је место у Крашовском округу, са становништвом које је претежно српско.
Своју католичку жупу основали су ту 1789. године. Црквене матице се воде ту и у свим карашевским селима од 1786. године. Римокатоличку цркву су подигли 1846. године.
Број становника Клокотича је 1783. године износио 1.500 душа, а 1993. године ту је 240 кућа.
Месна основна школа се помиње 1784. године. У Клокотићу је између два светска рата радила Југословенска мањинска основна школа. До 31. августа 1940. године у њој је радио по уговору учитељ из Краљевине Југославије Грго Ћорић.

## Становништво
Према попису из 2002. године у месту Клокотич је живело 1.036 становника, а већинско становништво су били Карашевци, етничка група српског говорног подручја, који се углавном декларишу као Хрвати, а мањи део као Карашевци и Срби.
| Етнички састав према попису из 2002. године‍ | Етнички састав према попису из 2002. године‍ | Етнички састав према попису из 2002. године‍ | Етнички састав према попису из 2002. године‍ | Етнички састав према попису из 2002. године‍ |
| ------------------------------------------- | ------------------------------------------- | ------------------------------------------- | ------------------------------------------- | ------------------------------------------- |
|                                             |                                             |                                             |                                             |                                             |
| Хрвати (Карашевци)                          | Хрвати (Карашевци)                          |                                             | 998                                         | 96,3%                                       |
| Румуни                                      | Румуни                                      |                                             | 25                                          | 2,4%                                        |
| остали                                      | остали                                      |                                             | 13                                          | 1,2%                                        |

На попису становништва из 1992. године већина Карашевака се изјаснила као Хрвати.
| Етнички састав према попису из 1992. године‍ | Етнички састав према попису из 1992. године‍ | Етнички састав према попису из 1992. године‍ | Етнички састав према попису из 1992. године‍ | Етнички састав према попису из 1992. године‍ |
| ------------------------------------------- | ------------------------------------------- | ------------------------------------------- | ------------------------------------------- | ------------------------------------------- |
|                                             |                                             |                                             |                                             |                                             |
| Хрвати (Карашевци)                          | Хрвати (Карашевци)                          |                                             | 827                                         | 81,6%                                       |
| Карашевци                                   | Карашевци                                   |                                             | 111                                         | 10,9%                                       |
| Румуни                                      | Румуни                                      |                                             | 3                                           | 0,3%                                        |
| Срби                                        | Срби                                        |                                             | 1                                           | 0,1%                                        |
| остали                                      | остали                                      |                                             | 71                                          | 7%                                          |

### Кретање броја становника
| Година       | 1831  | 1851  | 1865  | 1880  | 1896  | 1927  | 1930  | 1941  | 1956  | 1977  | 1992  | 2002  | 2011 | 2021 |
| ------------ | ----- | ----- | ----- | ----- | ----- | ----- | ----- | ----- | ----- | ----- | ----- | ----- | ---- | ---- |
| Становништво | 1.329 | 1.320 | 1.200 | 1.134 | 1.161 | 1.200 | 1.073 | 1.058 | 1.022 | 1.096 | 1.013 | 1.036 | 873  | 769  |

## Познате личности
- Тодор Бирта, српски трговац